# 22717 Romeuf
22717 Romeuf este un asteroid din centura principală de asteroizi.

## Descriere
22717 Romeuf este un asteroid din centura principală de asteroizi. A fost descoperit pe 21 septembrie 1998 la Caussols, în cadrul proiectului ODAS. Asteroidul prezintă o orbită caracterizată de o semiaxă mare de 3,20 ua, o excentricitate de 0,09 și o înclinație de 5,3° în raport cu ecliptica.